# Distretto di Zhen'an
Il distretto di Zhen'an (振安区S, Zhèn'ān QūP) è un distretto della Cina, situato nella provincia di Liaoning e amministrato dalla prefettura di Dandong.